# Ernst Wilhelm Martius

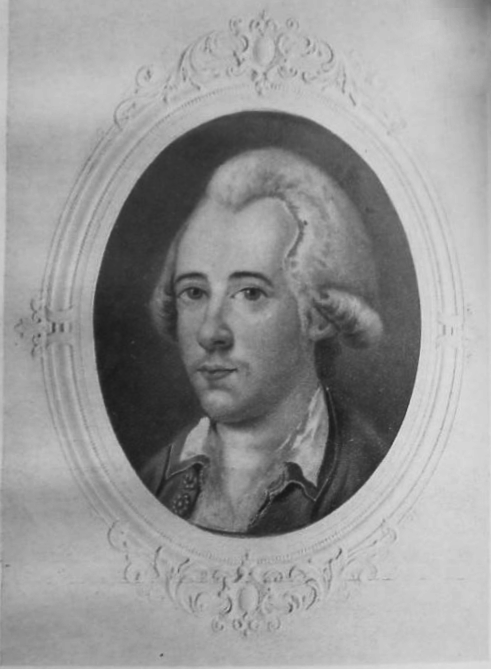
Ernst Wilhelm Martius, Porträt (1794)

Ernst Wilhelm Martius (* 10. September 1756 in Weißenstadt; † 12. Dezember 1849 in Erlangen) war ein deutscher Apotheker.

## Leben

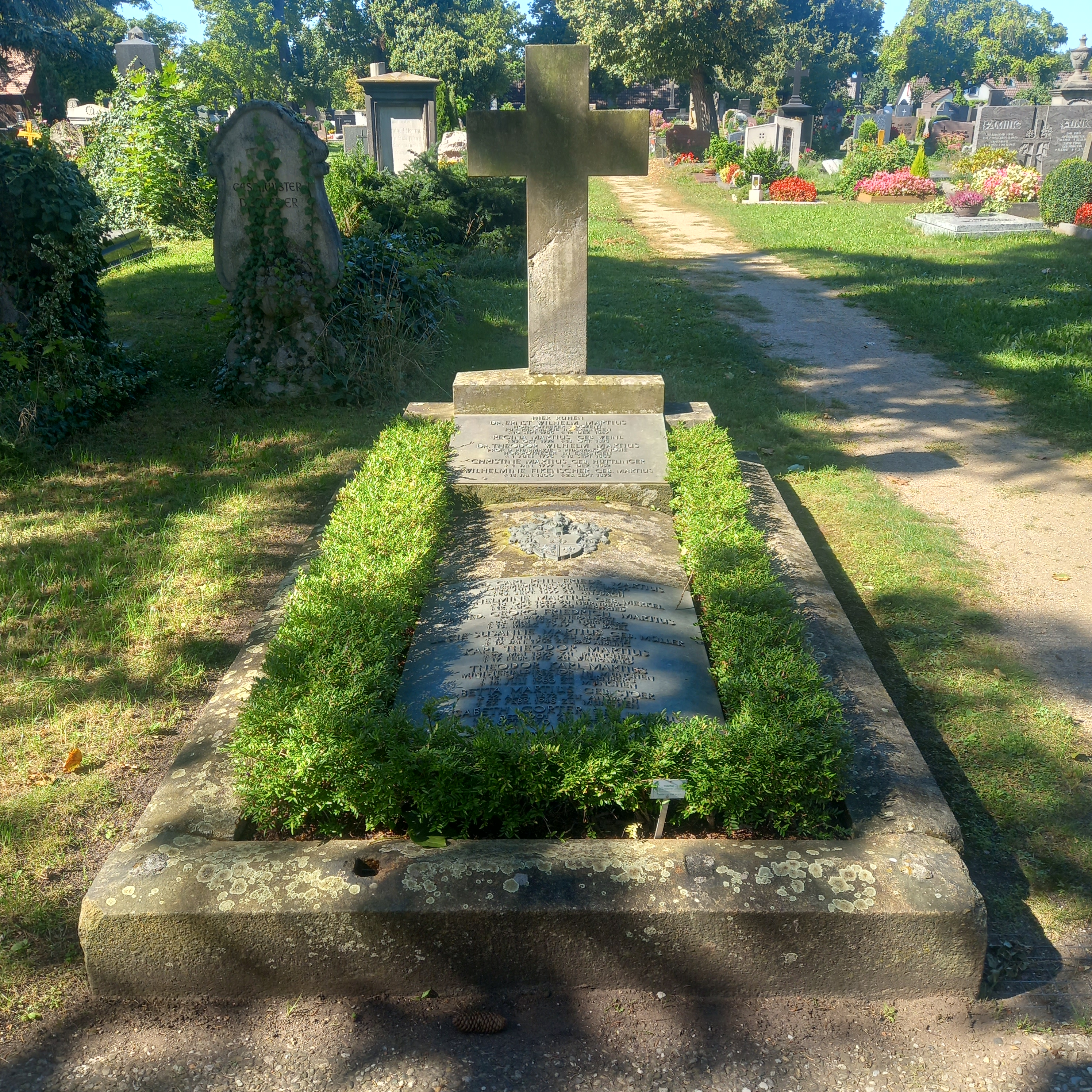
Familiengrab Martius auf dem Neustädter Friedhof in Erlangen

Martius wurde als viertes Kind des Diakons Philipp Conrad Samuel Martius und dessen Frau Johanna geboren; auch seine Vorfahren stammten überwiegend aus dem geistlichen Stand. Nachdem er das Gymnasium in Kulmbach abgeschlossen hatte, absolvierte er von 1771 bis 1776 eine Lehre in der Wels-Weil‘schen Universitäts- und Hof-Apotheke in Erlangen. Anschließend ging er auf Wanderschaft und übernahm bis 1791 Tätigkeiten an verschiedenen Orten, u. a. in Coburg, Kaufbeuren und Regensburg; dort war er 1790 Mitbegründer der Regensburger Botanischen Gesellschaft.
Im Jahr 1791 trat er erneut in die Universitäts-Apotheke in Erlangen ein, deren Inhaber er 1796 wurde. Seit 1818 wirkte er als der erste Dozent für Pharmazie an der Universität Erlangen, wo er Vorlesungen über „Pharmazie und pharmazeutische Warenkunde“ hielt. Dabei wurde er von der Ansicht geleitet, dass die bisherige Ausbildung von der Praxis eines Apothekers zu weit entfernt war und auch die naturkundlichen Grundlagen zu wenig berücksichtige. Auf Martius ging die Sammlung natürlicher Rohstoffe aus der ganzen Welt zurück, die die Grundstoffe für Arznei- und Nahrungsmittel bildeten.
Martius war verheiratet mit Regina, geborene Weinl. Der Naturforscher Carl Friedrich Philipp von Martius und der Apotheker und Hochschullehrer Theodor Wilhelm Christian Martius waren seine Söhne.
Ernst Wilhelm Martius starb am 12. Dezember 1849 im Alter von 93 Jahren in Erlangen und fand dort seine letzte Ruhestätte auf dem Neustädter Friedhof, wo das Familiengrab erhalten ist.

## Ehrungen
Am 26. August 1818 wurde Ernst Wilhelm Martius mit dem akademischen Beinamen Democritus III. unter der Matrikel-Nr. 1084 als Mitglied in die Kaiserliche Leopoldino-Carolinische Akademie der Naturforscher aufgenommen.

## Werke
- Neueste Anweisung, Pflanzen nach dem Leben abzudruken. Winkler, Wetzlar 1784. (books.google.de, Digitalisat)
- Erinnerungen aus meinem neunzigjährigen Leben. Leipzig 1847. (reader.digitale-sammlungen.de, Digitalisat); Neuausgabe: Verlag Arthur Nemayer, Mittenwald (Bayern) als Veröffentlichung der Gesellschaft für Geschichte der Pharmazie.